# Олешичі (гміна)
Гміна Олешичі (пол. Gmina Oleszyce) — місько-сільська гміна у східній Польщі. Належить до Любачівського повіту Підкарпатського воєводства. Місцева влада знаходиться у місті Олешичі.
Станом на 31 грудня 2011 року у гміні проживало 6573 особи.

## Історія
Гміна розташована на прадавніх етнічних українських теренах. Утворена 1 серпня 1934 року у складі Любачівського повіту Львівського воєводства з дотогочасної громади села Олешичі.
У 1945—1947 роках корінне українське населення виселене в СРСР та на понімецькі землі. В ході повоєнних реформ до гміни приєднані інші села.

## Територія
Згідно з даними за 2007 рік площа гміни становила 202.78 км², у тому числі:
- орні землі: 37.00 %
- ліси: 57.00 %

Таким чином, площа гміни становить 15.50 % площі повіту.

## Населення
Станом на 31 грудня 2011:
| Опис     | Загалом | Загалом | Чоловіки | Чоловіки | Жінки | Жінки |
| -------- | ------- | ------- | -------- | -------- | ----- | ----- |
| одиниця  | осіб    | %       | осіб     | %        | осіб  | %     |
| все      | 4991    | 100     | 2480     | 49.69    | 2511  | 50.31 |
| міське   | 0       | 100     | 0        |          | 0     |       |
| сільське | 4991    | 100     | 2480     | 49.69    | 2511  | 50.31 |

## Солтиства
- Борхів (пол. Borchów)
- Футори (пол. Futory)
- Нова Гребля (пол. Nowa Grobla (województwo podkarpackie))
- Старі Олешичі (пол. Stare Oleszyce)
- Старе Село (пол. Stare Sioło)
- Залісся (пол. Zalesie (powiat lubaczowski))

## Сусідні гміни
Гміна Олешичі межує з такими гмінами: Любачів, Наріль, Чесанів.